# Копляков, Сергей Викторович
Серге́й Ви́кторович Копляко́в (23 января 1959, Орша, Белорусская ССР) — советский пловец, двукратный олимпийский чемпион 1980 года. Заслуженный мастер спорта СССР (1978). Экс-рекордсмен мира.

## Спортивные достижения
- Двукратный Олимпийский чемпион. Победитель Игр XXII Олимпиады в Москве (СССР) 1980 г. на дистанции 200 м (1.49,81) и в эстафете 4×200 м вольным стилем.
- Серебряный призёр Игр XXI Олимпиады в Монреале (Канада) 1976 г. в эстафете 4×200 м и Игр XXII Олимпиады в Москве (СССР) 1980 г. в комбинированной эстафете 4×100 м вольным стилем.
- Серебряный и бронзовый призёр Чемпионата Мира 1978 в эстафете 4×200 м и 200 м вольным стилем соответственно.